# MRNA-1273
Le mRNA-1273, élasoméran (DCI), ou Spikevax, communément appelé le vaccin de Moderna contre la COVID-19, est un vaccin à ARN contre la COVID-19 développé conjointement par le National Institute of Allergy and Infectious Diseases (NIAID), le Biomedical Advanced Research and Development Authority (BARDA) et la société Moderna. Il doit être injecté dans les muscles, deux fois à quatre semaines d'intervalle pour une efficacité maximale.
À la mi-février 2021, le vaccin est autorisé, de façon conditionnelle pour certains pays, aux États-Unis, au Canada, en Israël, au Royaume-Uni, à Singapour, en Suisse et dans l'Union européenne.
En octobre 2022, le vaccin reçoit de l'Agence européenne du médicament (AEM) une autorisation de mise sur le marché (AMM) complète dans l'Union européenne.

## Composition
Moderna a recours à un composé d'ARN messager à nucléotides modifiés, qui encode un péplomère stabilisé préfusionnel naturellement présent à la surface des particules de SARS-CoV-2.
Une dose de vaccin mRNA-1273 comprend 100 μg d'ARN modifié messager codant la glycoprotéine spike (S) du SARS-CoV-2, transporté par un système de nanoparticules lipidiques pour l'administration de médicaments.

Les quatre ingrédients constituant les nanoparticules lipidiques qui encapsulent l'ARN messager sont les lipides ionisables SM-102, le cholestérol, la DSPC (distearoylphosphatidylcholine (en)) et le PEG 2000 DMG. La composition du lipide SM-102 (en) est protégée par la propriété intellectuelle.

Le saccharose, le trométamol et l'hydrochloride de trométamol ainsi que l'acide acétique et l'acétate de sodium trihydraté assurent la stabilité du mélange.

### Actualisation des souches
L'ARN messager vaccinal est adapté en fonction des variants en circulation :
- 2022-2023 : mRNA-1273.214 est un vaccin bivalent (souche historique + Omicron BA.1)[7],[8] ;
- 2023 : mRNA-1273.P205 bivalent (souche historique + Omicron BA.4/5)[9] ;
- 2023-2024 : mRNA-1273.815 est un vaccin monovalent ciblant la souche XBB.1.5[10] ;
- 2024-2025 : mRNA-1273.P403 est un vaccin monovalent ciblant la souche KP.2[11].

## Histoire
En janvier 2020, Moderna annonce le développement d'un vaccin à ARN, que la société nomme « mRNA-1273 », qui induit l'immunité aux SARS-CoV-2,,.
Le 18 décembre 2020, il obtient une autorisation d'utilisation d'urgence aux États-Unis de la Food and Drug Administration (FDA),,,.
Au Canada, il reçoit le 23 décembre 2020 une « autorisation d'utilisation en relation avec la pandémie COVID-19 »,.
Le 5 janvier 2021, le ministère de la Santé d'Israël approuve l'usage du vaccin.
L'Agence européenne des médicaments (EMA) puis la Commission européenne approuvent l'usage du vaccin le 6 janvier 2021,.
Les premières doses arrivent en France le 9 janvier 2021.
Le 8 janvier 2021, le Royaume-Uni autorise son usage.
Le 12 janvier 2021, Swissmedic donne une autorisation d'utilisation d'urgence pour la Suisse,.
Le 3 février 2021, les autorités sanitaires de Singapour autorisent son usage ; le 17, les premiers lots sont livrés dans ce pays.
En août 2021, le groupe pharmaceutique japonais Takeda, qui importe et distribue dans le pays le vaccin, est notifié de la découverte de « matières étrangères » dans trente-neuf flacons, issus d’un lot de 57 000 bouteilles, soit l’équivalent d’environ 570 000 doses. Le 26 août, après la découverte de matières étrangères dans deux autres lots, le Japon suspend à titre préventif l’administration de trois lots complets de Moderna, soit l’équivalent de 1,63 million de doses. Durant le week-end suivant, deux hommes – respectivement âgés de 30 et 38 ans – meurent après avoir reçu une deuxième dose du vaccin de Moderna provenant de l’un de ces trois lots, qui, entre-temps, ont été suspendus. Le laboratoire Moderna estime qu'il peut s'agir d’un défaut de fabrication. Les particules auraient accidentellement pénétré les fioles durant leur conditionnement dans l’usine madrilène de Rovi, l’entreprise pharmaceutique espagnole à qui le groupe américain sous-traite une grande partie de la production de ses vaccins. Une troisième personne âgée de 49 ans décède après avoir pris le vaccin contaminé contre le coronavirus Moderna. Comme pour les deux décès précédents, le ministère a déclaré qu'il n'avait pas encore établi si le dernier décès était lié au vaccin.
Le 6 octobre 2021, la Suède, puis la Finlande le lendemain, suspendent l'utilisation du vaccin Moderna pour les moins de 30 ans, à cause d'un risque d'inflammation cardiaque chez les jeunes,,.
En France, le 15 octobre 2021, la HAS, revenant à une position de prudence, recommande « d’attendre l’avis de l’EMA pour poursuivre l’usage de Spikevax® en rappel », pour la troisième dose. Lundi 25 octobre, l’Agence européenne des médicaments valide l’utilisation du vaccin comme dose de rappel (« troisième dose ») à moitié dosée (50 µg au lieu 100 µg) pour les personnes âgées de 18 ans et plus.
Le 8 novembre 2021, la Haute Autorité de santé déconseille le vaccin de Moderna pour les moins de 30 ans en raison du risque plus élevé de myocardite.
Le 8 décembre 2021, le Conseil scientifique émet un avis annonçant : « La dose de rappel de Moderna est actuellement de 50 µg. Elle pourrait être augmentée dans les semaines qui viennent à 100 µg pour induire une meilleure réponse immunologique vis-à-vis du variant Omicron ». Un communiqué de presse de Moderna du 20 décembre affirme que la dose de 50 µg augmente le niveau des anticorps neutralisants contre le variant Omicron d'un facteur 37, celle à 100 µg d'un facteur 83.

## Essais cliniques

### Retards d'informations
Le 7 juillet 2020, des journalistes de l'agence Reuters révèlent, s’appuyant sur trois sources familières de l’évaluation des vaccins,
que la compagnie Moderna tarde ou résiste à transmettre des informations sur les essais cliniques aux scientifiques du gouvernement fédéral américain, qui finance les recherches de Moderna jusqu'à une hauteur de 500 millions USD. Pour cette raison, les autorisations pour poursuivre les recherches sont retardées. Les causes des difficultés de Moderna, jeune entreprise de biotechnologie, seraient multiples : personnel insuffisant, inexpérience administrative, manque de technicien qualifié pour superviser les essais critiques.

### Femmes enceintes
Les femmes enceintes ou qui allaitent ont été exclues des premières études cliniques qui ont servi à justifier l'autorisation d'utilisation d'urgence. Par principe de précaution, les femmes enceintes n'ont pas été intégrées aux essais cliniques réalisés avant leur diffusion. Certains estiment toutefois que le principe de précaution est au détriment des femmes enceintes. Néanmoins, des essais cliniques avec cette population sont annoncés pour 2021. Cependant, pour certains médecins, cette clientèle particulièrement vulnérable au Covid-19 n'est pas censée se faire vacciner.

### Personnes âgées
En ce qui concerne les « personnes âgées », la revue Prescrire du 23 décembre 2020 indique « des effets indésirables locaux et systémiques très fréquents, de rares réactions anaphylactiques ». Toujours pour les personnes âgées, elle souligne que « la présence de polyéthylène glycol (PEG) expose à des réactions d'hypersensibilité et à des réactions anaphylactiques » et qu'« il subsiste encore de nombreuses inconnues inhérentes au faible recul d'utilisation ».

### Essais sur les enfants
Moderna annonce, le 16 mars 2021, le lancement d'un « essai clinique de phase 2/3 » pour attester de « la sûreté et de l'immunogénicité » de son vaccin sur les enfants. La première partie de l'essai, pour étudier « la sécurité et la réactogénicité du vaccin » chez les enfants, « ne sera pas conduite en double-aveugle ». Aux États-Unis et au Canada, 6 750 patients âgés de 6 mois à 11 ans ont été sélectionnés,.
En octobre 2022, le vaccin pédiatrique dans sa forme classique (non bivalente Omicron) est autorisée par une AMM complète dans toute l'Union européenne.

### Effets secondaires
D'après l'Agence européenne du médicament (AEM), les effets secondaires les plus courants sont fatigue, fièvre, maux de tête, douleur à l'injection, douleurs musculaires et articulaires.
Selon plusieurs radiologues américains, les vaccins à ARN ont provoqué « un gonflement des ganglions lymphatiques situés sous les aisselles et visibles sur les mammographies ».

## Vaccination
Au 26 janvier 2021, le vaccin n’est pas encore approuvé par l’OMS pour l'utilisation d’urgence « au titre du protocole EUL », mais, après avoir été examiné par l’Agence européenne des médicaments (EMA), le Groupe stratégique consultatif d'experts (SAGE) de l'OMS estime qu'« il remplit les critères de l’OMS pour sa prise considération »[réf. nécessaire].
Pour atteindre une efficacité maximale, ce vaccin doit être administré en deux fois, en deux doses (100 µg, 0,5 ml chacune) à 28 jours d’intervalle, intervalle entre les doses pouvant être étendu jusqu’à 42 jours.
L’efficacité observée du vaccin est d’environ 92 % contre la COVID-19, et la protection commence 14 jours après la première dose.
L'OMS préconise que : « Les personnes ayant des antécédents de réaction allergique à un des composants du vaccin ne doivent pas être vaccinées au moyen de ce vaccin ni d’un autre vaccin à ARNm ».
Au Québec, les autorités sanitaires administrent ce vaccin à partir de la fin décembre 2020.
En France, le vaccin de Moderna concourt au succès de la campagne vaccinale.

### Rappels du produit
Le 16 août 2021, des soignants informent le groupe pharmaceutique japonais Takeda, qui importe et distribue au Japon le vaccin Moderna, de la découverte initiale de « matières étrangères » dans 39 flacons sur un lot d'environ 570 000 doses. Deux autres lots sont touchés et le Japon suspend à titre préventif l’administration de 1,63 million de doses. Les lots proviennent de l’entreprise espagnole Rovi, sous-traitant qui conditionne les vaccins de Moderna pour les territoires autres que les Etats-Unis. Le 30 août un autre million de doses est écarté. Après enquête interne, il est révélé que les impuretés sont des particules métalliques composées d'acier inoxydable,. Le 1er octobre, la société Takeda annonce que la contamination résulte d'une « erreur humaine ». Le laboratoire Rovi indique que la cause la plus probable est un frottement entre deux pièces métallique du module qui pose les bouchons, en raison d'un montage défectueux. Selon Marianne, l'injection des particules « dans un muscle pourraient provoquer une réaction locale, guère plus », et aucun effet secondaire n'a été associé aux doses contaminées.

## Sûreté en question
Aux États-Unis notamment, des myocardites sont observées chez les adolescents et les jeunes adultes dans les quatre jours suivant « l'injection des vaccins à ARNm, de Pfizer comme de Moderna », plus fréquemment après la seconde dose. Pour cette raison, des chercheurs étudient les possibles liens avec les vaccins et le Center for Disease Control and Prevention (CDC) américain invite les chercheurs à se pencher sur ces cas.
En juin 2021, la Food and Drug Administration (FDA) des États-Unis annonce ajouter un avertissement aux vaccins contre la Covid produits par Pfizer/BioNTech et Moderna concernant les rares cas d'inflammation cardiaque chez les adolescents et les jeunes adultes. Les groupes consultatifs des Centres pour le contrôle et la prévention des maladies des États-Unis, réunis pour discuter des cas signalés de maladie cardiaque après la vaccination, ont découvert que l'inflammation chez les adolescents et les jeunes adultes était probablement liée aux vaccins, mais que « les avantages des injections semblaient clairement l'emporter sur le risque ».
Il est à noter que les chiffres concernant la sûreté de ce vaccin s'appuyaient fin 2020 sur les tests effectués par Moderna exclusivement.
En juillet 2021, l'Agence européenne du médicament étend son autorisation aux 12-17 ans.
Cependant, à la suite d'une étude scandinave (associant la Finlande, la Suède, la Norvège et le Danemark), le Danemark et la Norvège le déconseillent formellement pour les moins de 18 ans, « en raison d'un risque d'inflammation du myocarde et du péricarde, après la seconde injection ».
Début novembre 2021 parait une étude française qui confirme le risque de souffrir d’une myocardite ou d'une péricardite « particulièrement marqué » chez les hommes de 12 à 29 ans, dans la semaine suivant la deuxième injection du vaccin.
Début décembre 2021, le ministre de la santé du Japon met en garde contre les risques d'inflammation du myocarde, particulièrement pour les jeunes hommes. Sur un million de vaccinés, des effets secondaires du vaccin Moderna ont été signalés pour 8179 garçons de 10 à 19 ans et pour 4876 garçons de 20 ans et plus.
En août 2022, la Société française de cardiologie (SFC) présente une « note d'étude prospective sur les lésions myocardiques post vaccinales lors de la vaccination par un vaccin à ARNm », faite d’après les travaux du cardiologue suisse Christian Mueller de Bâle : « Myocardial Inflammation/Myocarditis After COVID-19 mRNA Booster Vaccination ». L'étude souligne l'incidence non négligeable des myocardites après la 3ème dose de vaccin à ARN messager anti-COVID 19 : ainsi « 2,8 % de la population vaccinée présentait des lésions myocardiques, 3,7 % chez les femmes et 0,8 % chez les hommes », cette incidence est « 800 fois supérieure à l’incidence habituelle des myocardites »  et survient majoritairement chez les femmes, contrairement aux myocardites virales habituelles. Toutefois l'atteinte myocardique reste faible.

## Commandes publiques
À la mi-janvier 2021, le gouvernement du Canada affirme avoir commandé en tout 40 millions de doses du vaccin de Moderna qui doivent être livrées pendant l'année 2021.
Le 29 janvier 2021, Moderna indique ne pas pouvoir livrer toutes les doses promises pour la semaine du 30 janvier 2021. Cette réduction affecte tous ses clients. La semaine suivante, la société indique qu'elle ne pourra pas honorer son calendrier de livraison en février 2021.
L’Union européenne commande 310 millions de doses de Moderna à 22,50 dollars pièce, en 2021, pour un montant total de plus de 6 milliards d'euros.

## Accusation d'évasion fiscale
Le 13 juillet 2021, SOMO, une ONG néerlandaise publie une étude accusant le laboratoire d'avoir placé les milliards d'euros de préachats de vaccins sur un compte en Suisse pour éviter d'être imposé, alors que le vaccin Moderna a été « conçu puis acheté à l’aide de fonds publics ». Les fonds ont été déposés à Bâle, sur un compte de la Bank of America of Zurich, où l’entreprise a choisi d'installer son siège européen : « la ville de Bâle a en effet un taux d'imposition très faible sur ses bénéfices ».